# Robert Julius Trumpler
Robert Julius Trumpler (Zúrich, 2 de octubre de 1886 - Pasadena, 10 de septiembre de 1956) fue un astrónomo estadounidense de origen suizo, especializado en el estudio de cúmulos estelares.

## Semblanza
Trumpler estudió en la Universidad de Zúrich (1906-1908), y en la Universidad de Göttingen en Alemania, donde obtuvo el doctorado en noviembre de 1910. Los cuatro siguientes años los pasó en el "Swiss Geodetic Survey", para en 1915 emigrar hacia Estados Unidos y trabajar en un observatorio de Pittsburgh. En 1919 comenzó a trabajar en el Observatorio Lick, California, donde permanecería hasta 1951.
En 1930 ideó un sistema de clasificación de cúmulos estelares abiertos. Según dicho sistema, cada cúmulo abierto recibiría tres caracteres: el primero de ellos, en numeración romana, puede oscilar entre I-IV e indica su concentración y tamaño hasta la estrella más cercana (de mayor a menor), el segundo se escribe en numeración arábiga, pudiendo variar entre 1 y 3, y revela información acerca de la luminosidad de sus miembros (de menos a más), y él último carácter puede ser una p, una m, o una r, e indica si el cúmulo es pobre (menos de 30), medio (entre 50 y 100), o rico (más de 100) en estrellas, respectivamente. Además, si el cúmulo se encuentra dentro de una nebulosa, al final se le añade la letra n.
En el mismo año, 1930, confirmó la absorción interestelar. Había examinado cerca de 300 cúmulos estelares abiertos diferentes, y se encontró con que los cúmulos más lejanos parecían ser el doble de grandes que los más cercanos. Al no encontrar ningún error en las observaciones, concluyó que la causa era la existencia de un medio absorbente entre la Tierra y los cúmulos.
Trumpler asumió, corretamente, que la cantidad de este medio absorbente aumentaba con la distancia, con lo que los cúmulos más lejanos parecían más grandes. También estimó los efectos en función de la distancia de este medio de absorción, que resultó ser polvo interestelar, demostrando su existencia.
Este descubrimiento influyó en gran medida en otros astrónomos, como Harlow Shapley, quien había investigado sobre la estructura de nuestra galaxia, pues significaba que tenía un tamaño tres veces menor que el estimado hasta encontes.
En 1922 participó en una prueba de la teoría general de la relatividad de Albert Einstein. El alemán había predicho que la luz que pasara muy cerca del borde del Sol se curvaría. En 1922 viajó hacia Wallal, Australia, para medir la supuesta curvatura durante un eclipse de Sol, y obtuvo un valor de 1,75 ± 0,09 segundos de arco, un resultado mucho más cercano a la predicción de Einstein que el que había obtenido Arthur Eddington en 1919.

## Eponimia
- El cráter lunar Trumpler lleva este nombre en su memoria.[2]
- El cráter marciano Trumpler también conmemora su nombre.[3]